# Aitoun
Aitoun is een bestuurslaag in het regentschap Belu van de provincie Oost-Nusa Tenggara, Indonesië. Aitoun telt 1478 inwoners (volkstelling 2010).